# Ngen-winkul

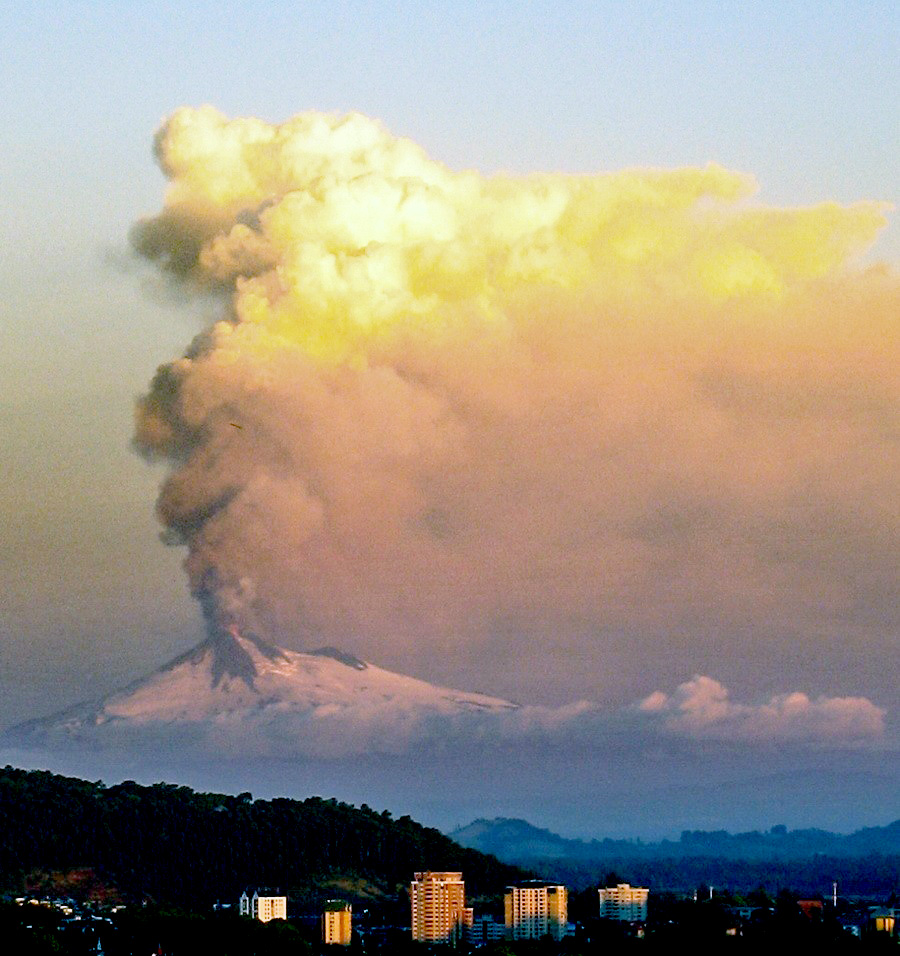
El Llaima, en la mitología mapuche residencia de uno de los principales ngen-winkul, visto desde Temuco durante un período de actividad.

Ngen-winkul son Ngen espíritus dueños y tutelares de los cerros, montañas y volcanes, según la mitología mapuche.

## Descripción
Los Mapuches indican que estos espíritus Ngen están presentes en algunos füta-winkul (grandes montañas o volcanes) o los pichi-winkul (cerros o colinas) que están dotados de newén (potencia)
Distinguiéndose de este modo según su tamaño, los Ngen-füta-winkul, (espíritu dueño del cerro grande o volcán) y los Ngen-pichi-winkul (espíritu dueño del cerro pequeño o colina).
Los Ngen-winkul, presentarían apariciones zoomorfas o antropomorfas. Suelen verse frecuentemente como animales de apariencia peculiar o extraña, tales como grandes toros o culebras; y/o también con la apariencia de seres mitológicos, tales como el Pihuychen o el waillepeñ. También suelen aparecer como hombres que residen en la cima y/o interior de los cerros o montañas, sin envejecer jamás. Allí, su vida sería muy hermosa y dispondría de todo tipo de recursos; ganado, siembra y agua, cántaros llenos de oro y plata; y todas las cosas necesarias para formar su hogar.
Los Ngen-winkul igualmente viven en el mismo lugar junto a muchos pillanes, a quienes custodian, por órdenes del espíritu Pu-am; ya que muchos de los pillanes que fueron vencidos en la gran batalla de los antiguos Pillanes, habitan el Mapu (tierra), y vivirían encerrados en el interior de los volcanes y montañas. Pero aunque a los pillanes y al cherufe se les relacionan frecuentemente con los volcanes y montañas, y como los seres que ocasionan la furia de los volcanes; los verdaderos dueños y quienes gobiernan los volcanes y montañas según la voluntad del Pu-am, serían los Ngen-winkul.

## Ejemplos
Cada comunidad mapuche vecina a un cerro potente posee un rico caudal de relatos orales que dan cuenta del sistema local de creencias, desarrollando al mismo tiempo interacciones y reciprocidades privadas con sus espíritus-dueños. Tales son los casos de los cerros Iwilmawida de Calbún, y Repukurra de Metrenco. En el cerro Wilmawida, el Ngen-winkul aparece como un arco iris; al cual se le mira y cambia de color, y todos los pajaritos cantan contentos al verlo. Se le siente cuando va a llover ya que hace ruido; y cuando se le pide lluvia, llueve en ese mismo momento, y cuando no se quiere lluvia rápidamente se quita y mejora el clima.
Otro ejemplo de estos poderosos espíritus de la montaña es la tetralogía de los milla-rüka fücha, kushe, weche-wentru y ülcha-domo, que encarnan a los espíritus dueños del volcán Villarrica; cuya protección es el fuego del volcán. Los Ngen-winkul suelen aparecer en la cima de las colinas o montañas vestidos a la usanza de los antiguos mapuches. Se cree que en estos lugares reactualizan sus propios ritos paralelamente a los ritos desarrollados por los mapuches de las comunidades vecinas. Varios testimonios afirman haber visto a una gran distancia banderas rituales en dichas cimas. Por esta razón no se siembra en ellas dejando un amplio terreno cuadrado o circular con la vegetación original autóctona, destinado a la residencia de los Ngen-winkul. 
Igualmente se cuenta que el cerro Repukurra fue dividido en cuatro partes, quedando cada una a cargo de un Ngen-winkul; cada uno tomando la apariencia de una criatura en particular (un toro negro o pardo, un füta-filu (culebrón), un waillepeñ y un piwuchén). Es un cerro poderoso acompañado por estos cuatro seres, que suelen aparecer cuando hay neblina. Debido a estas creencias, este cerro permaneció por mucho tiempo sin cultivos ni rebaños. Pero gradualmente sus laderas han sido destinadas a actividades agropecuarias, dejando la vegetación silvestre original para los Ngen sólo en su cima, donde hay una fuente de agua que nunca se seca.